# A Star Is Born (саундтрек, 1976)
A Star Is Born — саундтрек в исполнении Барбры Стрейзанд и Криса Кристофферсона к одноимённому музыкальному фильму 1976 года. Альбом имел огромный успех, возглавляя чарт Billboard Top LP’s & Tape в течение шести недель, и был сертифицирован как четырежды платиновый Американской ассоциацией звукозаписывающих компаний с продажами более 15 миллионов копий во всём мире.

## Об альбоме
Одним из первых работу над музыкой к фильму начал Руперт Холмс: «Queen Bee» была вдохновлена рассказами одного пасечника о пчелиной матке, что он поведал Стрейзанд, пытающейся развести пчёл на своём ранчо в Малибу. Она посчитала, что это интересно, а услышавший это Холмс моментально придумал номер и песню. Холмс, в конечном счёте, написал лишь несколько песен для фильма, так как Стрейзанд хотела разнообразить список композиторов. В их число вошли Пол Уильямс, Леон Расселл и Кенни Логгинс.
Перед началом съёмок Барбра взяла несколько уроков по игре на гитаре, так как хотела выглядеть в фильме достоверно. Её учитель, Лори Барт рассказывала: «Когда я пришла на нашу первую встречу, я сказала ей, что она не сможет играть на инструменте с такими длинными ногтями, и она должна их отрезать. А она ответила, что никогда не стрижёт свои ногти. Тогда я сказала: 'Окей, никаких уроков в таком случае'. И ушла. Спустя месяц её секретарь позвонил мне и сказал мне, что Барбра встретилась со своим мастером по маникюру и готова брать уроки игры на гитаре. Она обучалась очень быстро. Мы встречались каждую неделю, до тех пор, пока она окончательно не стала занята съёмками в фильме. Однажды, во время урока, она попросила меня сыграть ей песни, которые я пишу. Она посчитала их прекрасными. Затем она сказала, что хочет сама написать песню и начала наигрывать мелодию. Она была очень взволнована».
Пол Уильямс рассказывал, что написал песни для саундтрека всего за 7 недель. «[Стрейзанд] села и начала играть на гитаре мелодию к песне „Evergreen“, которую она написала. Я сказал: 'Это твоя песня о любви. Это большая песня о любви'. Я попросил предоставить мне эту мелодию. Она записала её на плёнку и отдала мне. Я написал для неё текст в последний момент, и, как мне кажется, это очень беспокоило Барбру. Но съёмочная команда наставила на записи в первую очередь материала с Крисом Кристофферсоном. Поэтому, я начал с его песен».
Во время записи альбома, Стрейзанд также записала материал с Леоном Расселом в жанре госпел, она признавалась, что хотела бы издать эти песни в будущем. Гэри Кляйн спродюсировал три песни для будущего релиза их в качестве синглов — «Lost Inside of You», «With One More Look at You», «Woman in the Moon» и «Everything». Все они, однако, остались неизданными. Его версия «Lost Inside of You» вышла в альбоме 1981 года, Memories, а песня «With One More Look at You» в 2012 году в Release Me.
На саундтреке песни были включены в альтернативных и студийных записях, не представленных в фильме. В том числе, альтернативная версия «Lost Inside of You», звучавшая фильме, вышла на свет лишь в 1991 году на компиляции Стрейзанд Just for the Record….
Альбом был номинирован на премию «Грэмми» в четырёх категориях: Лучшее женское вокальное поп-исполнение («Evergreen»), Лучшая песня года («Evergreen»), Лучшая запись года («Evergreen») и Лучший саундтрек для визуальных медиа. За песню «Evergreen» Уильямс и Стрейзанд получили первые две награды «Грэмми» и «Оскар» за лучшую песню к фильму. Стрейзанд стала первой женщиной, получившей «Оскар» в качестве композитора.
На обложке альбома было использовано фото Франческо Скавулло, который снимал все фотосессии для промокампании «Звезда родилась».

## Коммерческий успех
Альбом дебютировал в чарте Billboard Top LP’s & Tape с 48 места 11 декабря 1976 года, достигнув первой позиции 12 февраля 1977 года. Саундтрек имел огромный успех, он провёл на первом месте чарта 6 последовательных недель и оставался в хит-параде 51 неделю. Альбом был сертифицирован как золотой 23 декабря 1976 года, как платиновый 21 января 1977 года, а 26 октября 1984 года стал четырежды-платиновым.
Песня «Evergreen» была выпущена в качестве первого и единственного сингла с саундтрека 15 ноября 1976 года. Песня стала вторым синглом № 1 для Стрейзанд в Billboard Hot 100 — дебютировав в чарте 11 декабря 1976 года, сингл достиг первого места 5 марта 1977 года, оставшись на вершине чарта 3 недели, а в топ 100 — 25 недель. 31 марта того же года сингл был сертифицирован как золотой, а 19 августа 1997 года — как платиновый. Согласно журналу Billboard, песня стала четвёртым самым успешным синглом 1977 года с продажами более двух миллионов копий. Сингл также занял первое место в чарте Канады, а также попал в топ-5 в Австралии и в топ-3 в Великобритании.

## Список композиций
| №  | Название                                     | Автор(ы)                       | Длительность |
| -- | -------------------------------------------- | ------------------------------ | ------------ |
| 1. | «Watch Closely Now»                          | Пол Уильямс, Кеннет Ашер       | 3:40         |
| 2. | «Queen Bee»                                  | Руперт Холмс                   | 3:49         |
| 3. | «Everything»                                 | Холмс, Уильямс                 | 3:41         |
| 4. | «Lost Inside of You»                         | Барбра Стрейзанд, Леон Расселл | 2:53         |
| 5. | «Hellacious Acres»                           | Уильямс, Ашер                  | 2:49         |
| 6. | «Evergreen (Love Theme from A Star Is Born)» | Стрейзанд, Уильямс             | 3:04         |

| №  | Название                                                 | Автор(ы)                              | Длительность |
| -- | -------------------------------------------------------- | ------------------------------------- | ------------ |
| 1. | «The Woman in the Moon»                                  | Уильямс, Ашер                         | 3:45         |
| 2. | «I Believe in Love»                                      | Кенни Логгинс, Алан и Мэрилин Бергман | 2:55         |
| 3. | «Crippled Crow»                                          | Донна Вайс                            | 3:31         |
| 4. | «Finale: «With One More Look at You»/«Watch Closely Now» | Уильямс, Ашер                         | 7:12         |
| 5. | «Reprise: «Evergreen (Love Theme from A Star Is Born)»   | Стрейзанд, Уильямс                    | 1:46         |

## Позиции в хит-парадах и сертификации
| Year | Chart                  | Position |
| ---- | ---------------------- | -------- |
| 1977 | Billboard 200          | 1        |
| 1977 | UK Album Chart         | 1        |
| 1977 | Australian Album Chart | 3        |
| 1977 | Canadian Album Chart   | 1        |
| 1977 | Norwegian Album Chart  | 10       |

| Хит-парад (1977)             | Позиция |
| ---------------------------- | ------- |
| Великобритания (Gallup Poll) | 4       |
| Канада (RPM Year-End)        | 4       |

| Регион                                                      | Сертификация  | Продажи    |
| ----------------------------------------------------------- | ------------- | ---------- |
| Австралия (ARIA)                                            | Платиновый    | 70 000^    |
| Великобритания (BPI)                                        | Платиновый    | 300 000^   |
| Гонконг (IFPI Hong Kong)                                    | Золотой       | 10 000*    |
| Канада (Music Canada)                                       | 3× Платиновый | 300 000^   |
| США (RIAA)                                                  | 4× Платиновый | 4 000 000^ |
| ^ Данные о тиражах приведены только на основе сертификации. |               |            |